# Little Men (film, 1934)
Pour les articles homonymes, voir Little Men.
Pour film de 1934, voir Little Men (film, 1940).
Pour plus de détails, voir Fiche technique et Distribution.
Little Men est un film américain en noir et blanc réalisé par Phil Rosen, sorti en 1934. 
Il s'agit de la première adaptation du roman Le Rêve de Jo March (Little Men) de Louisa May Alcott (1871), la seconde étant sortie en 1940.

## Synopsis
L'ancienne Jo March, désormais mariée au professeur Bhaer, ouvre un internat pour les garçons capricieux. Un jour, un garçon du nom de Nat Blake arrive à la maison et est recueilli par les Bhaers. Nat est doux, compatissant, respectueux et brillant. Il est d'abord choisi par les enfants mais s'intègre rapidement. Un jour, alors qu'il revient d'une fête d'anniversaire, Nat voit l'un de ses amis sans-abri, Dan. Il invite Dan à revenir à la maison, en supposant que les Bhaers peuvent l'accueillir comme ils l'ont fait lui-même. Bien que le professeur Bhaer hésite en raison du fait que Dan est plus âgé que tous les autres garçons de la maison, Jo refuse de laisser Dan continuer à vivre dans la rue et insiste pour qu'il reste. Dan, contrairement à Nat, est grossier, arrogant, insouciant et égoïste. Il se fait rapidement une mauvaise réputation en mentant, en se battant, en fumant et en allumant des incendies.
Les garçons de la maison commencent à en vouloir à Dan, mais les Bhaers continuent de lui donner une seconde chance, sachant qu'au fond de lui, il a bon cœur. Un jour, un dollar est volé à un garçon nommé Tommy. Même si Dan est le fauteur de troubles, tout le monde pense que c'est Nat, car il a menti dans le passé à propos d'un autre incident. Certains des garçons essaient d'intimider Nat pour qu'il avoue, et Dan agit en tant que garde du corps de Nat en raison de leur étroite amitié. Afin d'empêcher Nat de harceler davantage, Dan descend dans la rue pour vendre des journaux et récupérer le dollar de Tommy. Lorsque Dan essaie de rendre l'argent de manière anonyme, il est pris et considéré comme le voleur.
Le professeur Bhaur envoie Dan dans un orphelinat alternatif beaucoup plus strict. Dan finit par s'échapper peu de temps après son arrivée et disparaît. Pendant ce temps à Plumfield, un garçon, Dick, tombe gravement malade et meurt. L'orphelinat se réunit en deuil et une note est laissée par un garçon nommé Jack disant qu'il a volé le dollar de Tommy et qu'il ne reviendra jamais. Réalisant qu'il a fait une erreur, le professeur Bhaer essaie de ramener Dan, mais il est introuvable. Les garçons réalisent à quel point Dan leur manque et à quel point il a rendu leur vie amusante et excitante. Après quelques semaines, Dan retourne à Plumfield et tout le monde est à nouveau uni et heureux.

## Fiche technique
- Titre : Little Men
- Titre français : Petits Hommes
- Réalisation : Phil Rosen
- Scénario : Gertrude Orr, Ken Goldsmith, d'après le roman de Louisa May Alcott (1871)
- Photographie : Ernest Miller, William Nobles
- Montage : Joseph Kane
- Producteur : Nat Levine
- Musique : Hugo Riesenfeld
- Société de distribution : Mascot Pictures
- Pays de production : États-Unis
- Langue : anglais
- Format : noir et blanc – 35 mm – 1,37:1 – son mono (RCA High Fidelity System)
- Genre : comédie dramatique
- Durée : 72 min
- Dates de sortie :
  - États-Unis : 14 décembre 1934
  - France : 30 août 1936

## Distribution
- Ralph Morgan : le professeur Bhaer
- Erin O'Brien-Moore : Jo Bhaer
- Junior Durkin : Franz
- Cora Sue Collins : Daisy
- Phyllis Fraser : Mary Anne
- Frankie Darro : Dan
- David Durand : Nat Blake
- Dickie Moore : Demi
- Tad Alexander : Jack
- Buster Phelps : Dick
- Ronnie Cosby : Rob Bhaer
- Tommy Bupp : Tommy Bangs
- Bobby Cox : Stuffy
- Dickie Jones : Dolly
- Richard Quine : Ned
- Donald Buck : Billy
- Eddie Dale Heiden : Teddy Bhaer
- George Ernest : Emil
- Irving Bacon : Silas (non crédité)
- Finis Barton : Amy (non créditée)
- Robert Carleton : Laurie (non crédité)
- Margaret Mann : infirmière (non créditée)
- Hattie McDaniel : Asia (non créditée)
- Jacqueline Taylor : Nan (non créditée)
- Gustav von Seyffertitz : Schoolmaster Page (non crédité)